# جورج بالمر
جورج بالمر (بالإنجليزية: George Palmer)‏ (و. 1772 – 1853 م) هو سياسي، من المملكة المتحدة، توفي عن عمر يناهز 81 عاماً.

## مناصب
تولى منصب عضو البرلمان في المملكة المتحدة.